# Det Faglige Hus
Det Faglige Hus er et dansk såkaldt gult fagforbund med egen tværfaglig a-kasse, der er uafhængigt af faglige hovedorganisationer og politiske partier. Det Faglige Hus havde i oktober 2018 140.000 medlemmer. A-kassen havde ifølge ifølge Danmarks Statistik ca. 113.000 medlemmer i juli 2017.
Det Faglige Hus blev grundlagt i 1988 og er et paraplybrand for de tre fagforeninger FK/TS, Fagforeningen Danmark og 2B - Bedst og Billigst, for a-kassen Det Faglige Hus A-kasse, samt for Foreningen Danske Selvstændige. Det Faglige Hus har kontorer ni steder i landet. Hovedkontoret er placeret i Esbjerg, og de otte underafdelinger er i henholdsvis Kolding, Aarhus, Herning, Aalborg, Odense, Ringsted, København og Hillerød. Medarbejderstaben tæller i 2019 mere end 400.

## Brancher
Alle lønmodtagere uanset branche kan blive medlem i Det Faglige Hus, hvad enten vedkommende er offentligt ansat eller ansat på det private arbejdsmarked på enten en overenskomstdækket eller ikke-overenskomstdækket virksomhed.

## Mærkesager og værdier
Det Faglige Hus støtter ingen politiske partier eller aktiviteter.

## Ledelse
I Fagforeningen Danmark og 2B – Bedst og Billigst afholdes der hvert år et landsmøde. Landsmødet er organisationernes øverste myndighed. I FK/TS og Det Faglige Hus - A-kasse afholdes der henholdsvis kongres og delegeretmøde hvert andet år. Herudover afholdes der årlige generalforsamlinger i alle lokalafdelinger. Kongressen og delegeretmødet er organisationernes øverste myndigheder.
Landsformand er Johnny Nim.

## Historie
Det Faglige Hus startede i 1988, da TeknikerSammenslutningen, en fagforening for tekniske funktionærer, blev etableret. Senere blev navnet ændret til FunktionærKartellet/TeknikerSammenslutningen (FK/TS), og det blev muligt, at alle funktionærer kunne optages som medlemmer. I 1998 blev Fagforeningen Danmark etableret. Denne fagforening optager alle lønmodtagerre, der ikke er funktionærer. Det Faglige Hus - A-kasse (tidligere Danske Lønmodtageres A-kasse) blev etableret i 2002. I 2006 blev fagforeningen 2B - Bedst og Billigst etableret. Formålet med den var ønsket om at tilbyde en ren faglig ydelse uden tilbud om ulykkesforsikring og med nogle enklere krav til medlemmerne, som medvirkede til at forenkle administrationen.
I 2017 indgik Det Faglige Hus en 2-årig overenskomst med Arbejdsgiverforeningen KA (tidl. Kristelig Arbejdsgiverforening). I 2019 blev overenskomsten fornyet til 2022.